# Антоніос Папаконстантіну
Антоніос Папаконстантіну (18 березня 1999 ) — грецький веслувальник, бронзовий призер Олімпійських ігор 2024 року.

## Виступи на Олімпіадах
| Олімпіада  | Дисципліна               | Місце |
| ---------- | ------------------------ | ----- |
| Париж 2024 | парні двійки, легка вага | 3     |